# 적촌항
적촌항은 경상남도 통영시 용남면 원평리에 있는 어항이다. 2006년 1월 2일 어촌정주어항으로 지정되었으며, 관리청과 시설관리자는 통영시장이다.

## 어항 시설
- 선착장 69.5m, 물량장 42m

## 주요 어종
- 멸치

## 주변 관광
- 미륵산케이블카